# Open di Zurigo 1998
L'Open di Zurigo 1998 è stato un torneo femminile di tennis giocato sul cemento indoor. 
È stata la 15ª edizione del torneo, che fa parte della categoria Tier I nell'ambito del WTA Tour 1998.
Si è giocato nell'Hallenstadion di Zurigo in Svizzera, dal 12 al 18 ottobre 1998.

## Campionesse

### Singolare
Lindsay Davenport ha battuto in finale  Venus Williams con il punteggio di 7–5, 6–3

### Doppio
Serena Williams /  Venus Williams hanno battuto in finale  Mariaan de Swardt /  Olena Tatarkova con il punteggio di 5–7, 6–1, 6–3